# Salzhausen
Salzhausen település Németországban, azon belül Alsó-Szászország tartományban. Lakosainak száma 4943 fő (2023. december 31.). Salzhausen Vierhöfen és Garstedt községekkel határos.

## Népesség
A település népességének változása:
| Lakosok száma | 4797 | 4787 | 4844 | 4865 | 4934 | 4943 |
|               | 2016 | 2017 | 2019 | 2021 | 2022 | 2023 |